# Porten (Adelsgeschlecht)

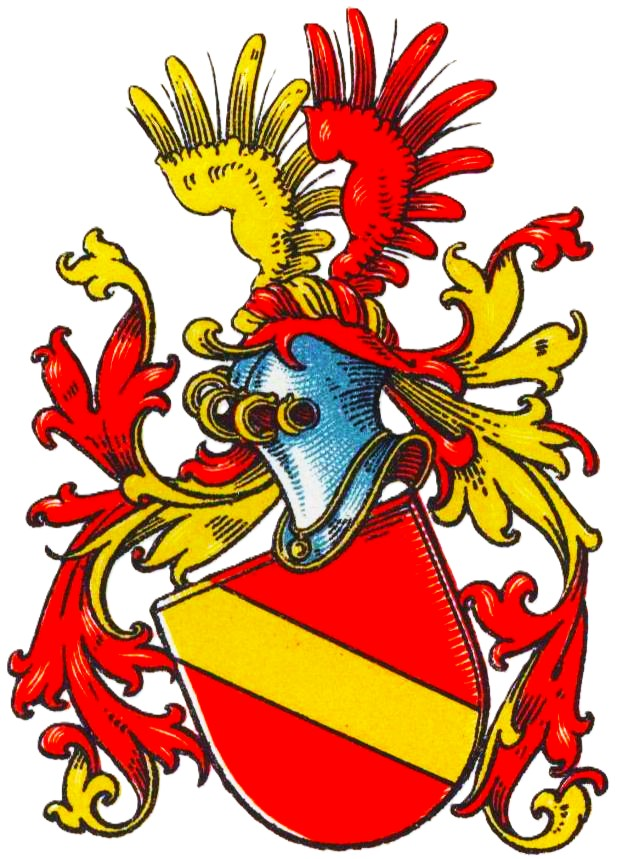
Wappen derer von der Porten im Wappenbuch des Westfälischen Adels

Von der Porten (auch Portzen, Portz, Pforte o. ä.; lat. de porta) ist der Name eines erloschenen rheinländischen Adelsgeschlechts.

## Geschichte
Das Geschlecht zählte zum niederrheinischen, genauer jülichschen Uradel. Nach Ernst Heinrich Kneschke hat das bergische Amt Porz seinen Namen von der Familie.
Die Familie erscheint erstmals 1248 mit einen Theoderich de Porta. Am 23. September 1288 schworen die Brüder Hermann und Seger von der Porten, Söhne des Ritters Diedrich de Poirzen, der Stadt Köln Urfehde bezüglich ihrer Gefangenschaft in der Schlacht bei Worringen. Sie besiegelten den Urfehdebrief mit dem Siegel ihres Vaters. Die sichere Stammfolge (siehe unten) beginnt mit Herman von der Portzen, der gegen Ende des 14. Jahrhunderts mit dem Krülsgut bei Krefeld belehnt wurde.

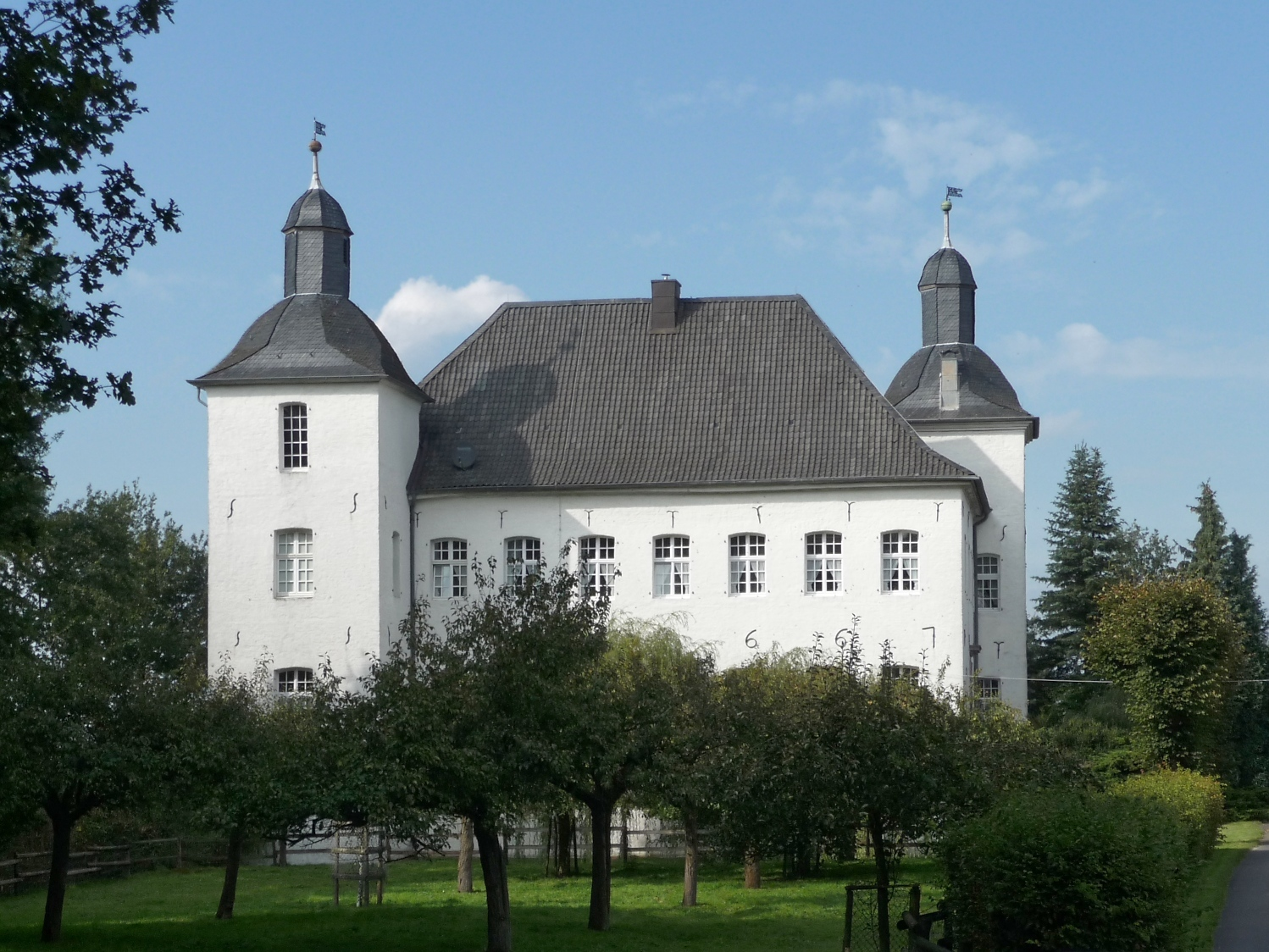
Haus Neersdonk, 2011

Anfang des 16. Jahrhunderts kam Haus Neersdonk nordwestlich des Tönisvorster Stadtteils Vorst durch Heirat an die Familie. Das Haus blieb bis Ende des 17. Jahrhunderts in Familienbesitz. 1690 verkaufte Arnold von der Porten das Haus an Rembert Bernhard von Aschenbroich. 1660 saßen Mitglieder der Familie zudem zu Breitmar im ehemaligen Kreis Bergheim (Erft) sowie 1680 zu Elvenich bei Zülpich und zu Schönrad bei Hemmersbach. Johann Daniel von Portz, kurbrandenburgischer General-Auditeur, wurde am 8. Oktober 1676 mit den in Vorpommern gelegenen Gütern Nossendorf und Britzwalde belehnt.
Eine Linie der Familie basaß im 16. und Anfang des 17. Jahrhunderts Haus Portendieck in Essen-Schonnebeck.
Nach Max von Spießen war die Familie Anfang des 20. Jahrhunderts erloschen. Ernst Heinrich Kneschke berichtet, dass die Familie zu Ende des 17. oder Anfang des 18. Jahrhunderts mit Conrad Wilhelm von der Portzen erloschen sei. Laut Otto Titan von Hefner ist es jedoch nicht unwahrscheinlich, dass die noch 1869 in Hamburg zu findenden Personen diesen Namens zur Familie zählten.

## Stammfolge
Schleicher bringt folgende sichere Stammfolge:
- Herman von der Portzen, Lehnsnehmer Krülsgut bei Krefeld, ⚭ N. N.
  - Gerhard von der Portzen, 1413 mit Krülsgut belehnt, ⚭ N. N.
    - Hermann von der Portzen († 1491), 1449 mit Krülsgut belehnt, 1456 Schultheiß des Grafen von Moers in Krefeld, ⚭ I. Christinea von Swalmen zu Hamm, Tochter des Isbrand von Swalmen und der Fye, ⚭ II. Elisabeth von Wevorden zu Ossenberg
      - Ficka/Feyge von der Portzen ⚭ Arnt von dem Sande
      - Winand von der Portzen zu Hamm († 1527) ⚭ 1485 Agnes von Lendrickhausen, Tochter des Johann von Lendrickhausen und der Elisabeth von Beeck
        - Christina von der Portzen zu Hamm († 1562) ⚭ Rutger von Backum († 1560), erbten Haus Hamm
        - Elisabeth von der Portzen, erbte Backeshof und Bongartsgut im Amt Krefeld, ⚭ I. 1508 Clas von Boedberg († vor 1542) zu Wankum, ⚭ II. Johann von Lövenich zu Moorshoven

      - Gerhard von der Portzen, 1492 und 1513 mit Krülsgut belehnt, ⚭ N. N. von Ovelacker
        - Bilie von der Portzen zu Dyck ⚭ Vincenz von Eickel zu Sevinghausen
        - Brun von der Portzen, 1489 und 1498 mit der Hälfte von Dickerhof im Kirspiel Willich vom Kölner Dompropst belehnt, ⚭ Elisabeth
        - Arnold von der Portzen ⚭ Catharina von der Neersdonk, Tochter des Godart Francois von der Neersdonk und einer von Krickenbeck
          - Jakob von der Portzen zu Neersdonk ⚭ 1553 Agnes von Neukirchen genannt Nievenheim zu Hückelhoven, Tochter des Sibert von Neukirchen und der Assuera von Schmülling
            - Godhard von der Portzen zu Neersdonk ⚭ Anna von Overheid
              - Adolf von der Portzen zu Neersdonk, 1619, ⚭ Agnes von Breitmar, Tochter von Heinrich von Breitmar zu Breitmar und der Ibrika von Scheidt genannt Weschpfennig
                - Godfried von der Portzen zu Breitmar, 1660 bei der jülichschen Ritterschaft aufgeschworen, ⚭ I. N. N., ⚭ II. Catharina Irmgard von Schorlemer
                  - aus I.: Wilhelm Conrad von der Portzen
                  - aus I.: Hans Heinrich von der Portzen

                - Conrad von der Portzen zu Breitmar, 1721, ⚭ 1679 Gudula Irmgard von Pallandt, Tochter des Ferdinand von Pallandt zu Breidenbend und der Maria Ignatia von Gertzen-Sinzig
                  - Maria Catharina von der Portzen zu Breitmar, Erbin von Breitmar, ⚭ Johann Lambert von Brackel zu Angelsdorf, Eltern des kurtrierischen Generals Karl Hugo von Brackel

                - Lambertina Elisabeth von der Portzen ⚭ Franz Wilhelm von Gülicher zu Eylen und Nechtersheim, kinderlos
                - Anna Maria von der Portzen ⚭ Franz Rudolf von Sparr, kaiserlicher Generalfeldzeugmeister
                - Johann Ludwig von der Portzen zu Neersdonk, erbaute Neersdonk neu, ⚭ Maria Susanna von Nunum, Tochter von Gerhard von Nunum genannt Dücker und Ursula von Möllenbeck
                  - Arnold von der Portzen
                  - Johann Adolf von der Portzen
                  - Wilhelm Arnold von der Portzen zu Hecken († 1697), 1683 Propst zu Alt-Haldensleben und Kanoniker der Kollegiatskirche zu Halberstadt
                  - Anna Maria Felicitas von der Portzen
                  - Anna Clara Felicitas von der Portzen, Profeß zu Eppinghoven
                  - Elisabeth Constantia von der Portzen

                - Elisabeth Christina von der Portzen, 1657 Witwe, ⚭ Adolf von Etzbach zu Langendonck

              - Johannn von der Portzen, 1617

            - Swena (Assuera) von der Portzen, 1617 Witwe, ⚭ Michael von Kinzweiler zu Möddersheim
            - Hathard von der Portzen ⚭ Josina von Frydag zu Haus Buddenburg, 1617

          - Luffardis von der Portzen ⚭ Gerhard von Wolfskehl, Amtmann zu Brühl
          - Margaretha von der Portzen ⚭ Wilhelm von Linzenich zu Rosendaelshof
          - Dietrich von der Portzen zu Steinfunder bei Kempen ⚭ Anna von Nierhoven genannt Lövenich, Tochter des Meiner von Nierhiven genannt Löwenich und der Anna Heufft
            - Arnold von der Portzen, Hof Velmeringen als kurkölnisches Lehen, ⚭ N. N.
              - Catharina von der Portzen, 1661 Witwe, ⚭ N. N. von Waldoß
              - Sohn
              - Tochter

            - Elisabeth von der Portzen ⚭ Hugo von der Capellen zu Osterhus im Kirchspiel Alverskirchen und Belmen
            - Heinrich von der Portzen ⚭ Elisabeth N. N.
              - Kinder

            - Catharina von der Portzen ⚭ Wilhelm Laudolff von Bitburg, mit Blemen belehnt

      - Mathias von der Portzen, wurde 1481 großjährig
      - Agnes (Neesgin) von der Portzen, 1476 Konventualin zu Eppinghoven

## Wappen
Blasonierung: In Rot ein schrägrechter goldener Balken. Auf dem rot-golden bewulsteten Helm mit rot-silbernen Helmdecken ein Flug, der rechte Flügel golden, der linke rot.